# ユン・ヒョンソク
ユン・ヒョンソク（尹賢碩、朝：윤현석、1984年8月7日 - 2003年4月26日）は、韓国の自由主義者、大韓民国の人権活動家であり、ゲイ作家と時調詩人、演劇俳優、声楽家である。
2001年-2003年、韓国の同性愛者の人権運動に参加し、2003年韓国の青少年保護法制定時、同性愛の有害媒体指定に反対した。彼がこの世を去った2003年から韓国社会に青少年ゲイの生活と人権問題が眺望され始めた。
2002年高校在学中ゲイであることをカミングアウトしたがいじめられて退学した。2001年からは同性愛者人権連帯に活動し、2003年3月24日に同団体の常勤職員として活動した。その他反戦平和運動、性労働者の人権運動、障害者差別反対運動などに参加した。彼は詩人、作家、評論家としても活動したが、彼が同性愛者という理由で、彼の作品は韓国社会から徹底的に排斥された。号は六友堂 (육우당)、筆名は雪軒 (설헌)、美童 (미동)、童花(동화)である。 カトリック洗礼名はアントニオ（Antonio）である。 彼の死をきっかけに同性愛は、2009年4月29日青少年有害の媒体、青少年有害の単語で削除された。

## 経歴

### 初期生涯
仁川広域市富平区清川洞で生まれ、彼の家は、教育者の家系であり、母胎カトリック信仰であった。中学校在学中、彼は自分の性同一性を認識するようになった。最初に彼の母親は、「そう生きなければならないされのか」、「父が知ってはならない」と大変だった。しかしその後、彼の母親は息子の性同一性を認めた。家族と知人らによると彼は思春期の時から、うつ病に悩まされてきたする。その後、仁川富平区の世一高等学校で進学したが、高校3年生在学中、自分の性的アイデンティティをカミングアウトしたが、いじめに遭って2002年12月世一高等学校で自退した。2002年10月彼の父は、彼の神経外科に連れて行ったが、彼は自分が精神疾患者ではない宣言した。
数珠を常にバッグに入れて持ち歩けるように敬虔なカトリック信者であった彼は同性愛を罪悪視するカトリックの教義にも絶望した。彼は時と文章として憂鬱をなだめた。少年時代から詩人、作家になるという希望に詩文をクリアしたが、彼は同性愛者という理由で彼の作品は読まれず外面遭い、偏見と一緒に悪質な書き込みや批判があふれ出た。2001年1月、彼はハ・リス、ホン・ソクチョンを支持するカフェ、クラブを開設したが、すぐに会員の一人に譲渡した。2001年1月には、どの詩調詩文学会に加入したが、2月に正式メンバーとして承認された。
2001年ホン・ソクチョンのカミングアウトとハリスの性転換などが放送とメディアに公開され物議の対象となり、悪質な書き込みなどがあふれた。ユン・ヒョンソクはホン・ソクチョンのカミングアウトとハリスなどを支持、激励し、個人の好みを尊重せよ、個人のプライバシーを尊重してほしいと荒らしと議論した。同時に、2001年1月初め、彼はホン・ソクチョンのカミングアウトを支持するカフェやハリスを応援、激励するカフェを次のネットに開設した。しかし、彼は高校生だった、学業の問題および未成年者の問題、声楽、演劇活動、時調になることや作文などの作品活動などでカフェ運営が難しく、数ヶ月後、他のメンバーにカフェを譲渡した。その他、彼は時調と一般的な時を建てるカフェイン花郞カフェネイバーに開設したが、花郞カフェもよく接続が難しく、他の会員に譲渡した。

### 同性愛者人権運動
ソウル東大門区移住して跡ながらアルバイトと労働で生計を続けた。2002年に彼は高校生であるとき同性愛者人権連帯に足を入れた。以来、性少数者の人権のための活動に参加した。
最初はドンインリョンのインターネット会員にスポンサー活動だけして後に距離活動にも参加した。この頃知ったハンギョレ新聞の記者グァク・ビョンチャンが彼に六友堂という雅号をつけた。 詩調詩人、作家活動の初期には、ソルホンというペンネームを使用している途中、後にはユン・ヒョンソクというホーでより知られている。彼は失明公開を望んだが、社会的偏見のために死ぬまで実名を公開することができなかった。インターネット会員として活動していた彼は2002年12月31日同性愛者人権連帯送年の夜に初めて参加した。 チョン・ヨルによると、「毎月メールで万ウォンずつ送信くれインターネットとメールを介してのみのニュースを交わしていた彼は、2002年12月送年の夜に初めてオフィスに来た。"である。以来彼は同性愛者人権連帯の正式会員として活動した。
彼は同性愛を精神疾患であり、エイズ感染の主犯だと主張している韓国の保守主義のキリスト教に対抗して論客として活動した。彼はニュースポータルと日刊新聞、公開討論会に参加して同性愛を精神障害、耳鳴り、神の創造の秩序に反する見解についての治療可能な方法を提示しろと反論し、また聖書のどの詩に同性愛者を処罰する規定がある見つけ出せ反論した。2002年同性愛者人権連帯に参加して、人権活動家として活動し、2003年には反戦平和運動、イラク戦争反対運動にも参加した。 2003年4月3日には、良心的兵役拒否をした。

### 最後
信心深いカトリック信者であった彼は、2003年4月2日青少年保護委員会は、インターネットで「同性愛」をインターネット危険有害性物質分類から削除すると、韓国キリスト教総連合会（韓基総）が「国家機関が青少年に同性愛をお勧めしますか？」というタイトルでソドムとゴモラが同性愛のために硫黄の火の審判を受けた「同性愛者がエイズ感染の主犯」という声明を発表してみましょう長年の悩みの末に抗議性遺書を残して自殺を選択しだろう。 2003年4月7日彼は日刊紙二つの中央日報デジタル国会部屋に同性愛をソドム、ゴモラに比喩したいくつかのキリスト教関係者の主張を糾弾した。4月11日障害人女性の日の記念行事に参加し、4月13日にハンギョレ新聞に掲載した文が正式に記事化された。
2003年4月26日、彼は韓国社会のホモフォビアや同性愛者排斥に抗議して6枚の遺書を残し、ソウル東大門で自殺した。 遺体のそばには、4月24日付けで作成された複数枚の遺書と写真が揃え置かれていた。事務室の床には、彼が飲んだ某焼酎2本の涙を拭いたの紙切れが散らばっていた。隣には、自分の全財産とし、34万元を入れた袋が置かれていた。 彼は信仰のの紐を逃さないために、自分が参加した同性愛者人権連帯に十字架と聖母像をよく畳み込みてほしいという要請をした。 彼の亡くなるに衝撃を受けたの同僚と人権団体は、韓国の教会の偏見と無知を批判する声明を出して韓基総を抗議訪問した。 韓国の一部の言論と放送では彼の死を意図的に外面した。彼の死体は火葬され、4月28日仁川広域市富平区仁川家族公園に安置された。

### 死後
当時、西大門警察署はドンインリョンオフィスのデスクで「同性愛者を差別する韓国が嫌いで、この世界が嫌いだ」、「閉鎖的で排他的であり、二重基準が蔓延韓国社会が大嫌い。」、「同性愛者人権連帯は、私のような人々が再び生じないようにゲイの差別をなくすために力を尽くしてくれ 」、「愛する私の兄、私の姉たち一回の努力が次の世代の同性愛者が人間らしく生きる世の中を作る。」という内容の遺書を発見した。
2003年4月29日、韓国の青少年保護委員会は、青少年有害媒体物審議基準に含まれている「同性愛」を削除することにした。同性愛は韓国政府のポルノ指定で解体された。2013年4月1日に彼の追悼する六友堂文学賞の制定された。2004年4月、韓国の青少年保護法の同性愛差別条項が削除されたし、2007年10月性的指向、学歴などの理由で非合理的な不利益を防止する差別禁止法が立法予告された。 2010年10月、京畿道では、韓国初の学生人権条例が制定された。
彼の死は、同性愛は韓国社会的に公論化されて社会的問題になった。 2004年2月8日KBS生放送<100であるフォーラム>で「同性愛、青少年に有害であるか」というテーマで、約90分間討論が行われた。2000年10月KBSギル·ジョンソプの争点の議論以後、2004年から再び同性愛をテーマに空中波討論番組が放映された。一部では、一時の過ちであることもありますので、青少年同性愛者の過剰な非難は控えるべきだという世論も登場し始めた。しかし、いくつかの団体と個人は、放送が同性愛を助長するとして抗議、批判した。以後同性愛者の問題と青少年同性愛者の問題を扱ったプログラムと討論番組、同性愛問題をテーマにしたドキュメンタリーなどが大韓民国のTV放送とラジオ放送に登場し始めた。

## その他
彼の雅号ユン・ヒョンソクは朝鮮語で六の友達を意味する。 酒・タバコ・睡眠薬・ファンデーション・緑茶・数珠である。 他のペンネーム雪軒は李氏朝鮮の女性詩人許蘭雪軒に由来したものである。

## 著作一覧
- 私の魂は、華雨されて(내 영혼 꽃비 되어)(2013)
- 六友堂日記(육우당 일기)